# Kamień runiczny z Læborgu

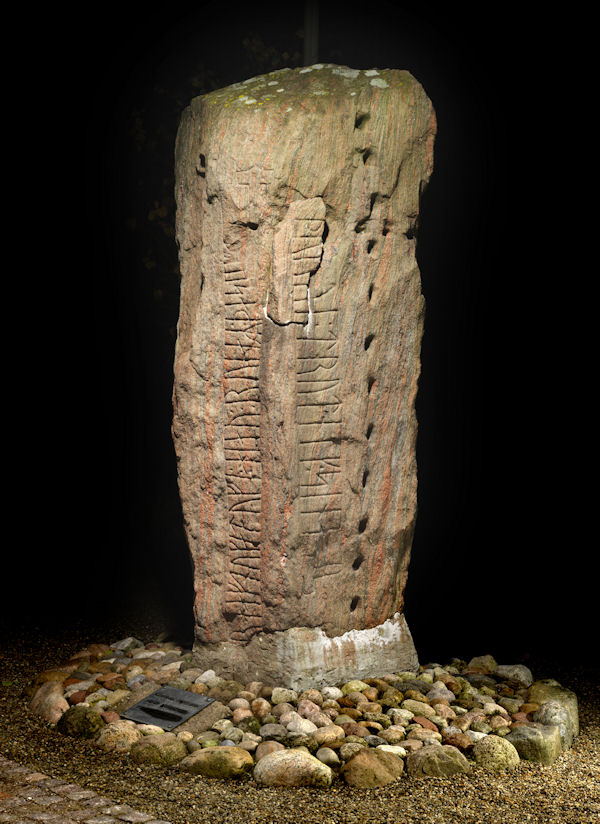
Kamień runiczny z Læborg

Kamień runiczny z Læborgu (DR 26) – wykonany z granitu kamień runiczny, znajdujący się na przykościelnym cmentarzu w miejscowości Læborg w Danii.
Kamień ma 236 cm wysokości, 64 cm szerokości i grubość 76 cm. Pochodzi z X wieku. Po raz pierwszy wzmiankowany w XVII wieku. Górna część kamienia jest uszkodzona, jeden z odłamanych fragmentów został odnaleziony w 1888 roku. Ściany A i B pokrywa pisana bustrofedonem inskrypcja runiczna. Obydwie linijki tekstu zakończone są symbolem młota Thora. Na stronie B głazu znajduje się także 18 zagadkowych otworów (12 pionowo i 6 poziomo), tworzących kształt krzyża. Ich znaczenie pozostaje nieznane.
Napis na głazie poświęcony jest królowej duńskiej Thyrze. Wyrył go niejaki Tufi, który jest autorem także kilku innych inskrypcji runicznych poświęconych tej władczyni. Wyryty tekst głosi:
rhafnukatufi ÷ hiau ÷ runaR : þasi aft
þurui ÷ trutnik : sina
co znaczy:
Hrafnunga-Tōfi wyrył te runy ku pamięci Thyry, swojej pani.